# Oberkommando der Marine
L'Oberkommando der Marine o OKM era il Comando supremo della marina tedesca durante la Seconda guerra mondiale.
Il comando (Oberbefehlshaber der Marine, o OBdM) dell'OKM e quindi della Kriegsmarine furono affidati a:
- 24 settembre 1928- 30 gennaio 1943 Großadmiral  Erich Raeder
- 30 gennaio 1943 - 1º maggio 1945 Großadmiral  Karl Dönitz
- 1º maggio 1945 - 8 maggio 1945 Generaladmiral Hans-Georg von Friedeburg (dopo che Dönitz divenne capo dello stato a seguito del suicidio di Hitler)

Bandiera di comando (7 novembre 1935 - 1º aprile 1939)
Bandiera di comando (1º aprile 1939 - 30 gennaio 1943)
Bandiera di comando (30 gennaio 1943 - 8 maggio 1945)

| Controllo di autorità | GND (DE) 67355-9 |